# 安旭
安 旭（あん きょく、アン・シュウ、1987年9月7日 - ）は、中華人民共和国出身の元プロ野球選手（内野手）。右投右打。NPBでは育成選手であった。

## 来歴・人物
2006年、読売ジャイアンツに育成選手として所属。同年オフ、北京タイガース復帰のため、自由契約選手として公示された。
北京では内野の控えとして代走などでの出場が主だったが、2009年オフの世代交代によって遊撃手のレギュラーとして定着した。

## 詳細情報

### 年度別投手成績
- 一軍公式戦出場なし

### 背番号
- 103 （2006年）